# Herpsilochmus atricapillus
A Herpsilochmus atricapillus a madarak osztályának verébalakúak (Passeriformes) rendjébe és a hangyászmadárfélék (Thamnophilidae) családjába tartozó faj.

## Rendszerezése
A fajt August von Pelzeln osztrák ornitológus írta le 1868-ban.

## Előfordulása
Argentína, Bolívia, Brazília és Paraguay területén honos. A természetes élőhelye a szubtrópusi vagy trópusi esőerdők és száraz erdők. Állandó, nem vonuló faj.

## Megjelenése
Testhossza 11–12 centiméter, testtömege 8–11 gramm.

## Életmódja
Rovarokkal táplálkozik.

## Külső hivatkozások
- Képek az interneten a fajról
- Xeno-canto.org